# Залужье (Большесельский район)
В Ярославской области ещё три населённых пункта с таким названием, в Рыбинском, Тутаевском и в Ярославском районах.
Залужье — деревня в Вареговском сельском поселении Большесельского района Ярославской области.

## Население
По данным статистического сборника «Сельские населенные пункты Ярославской области на 1 января 2007 года», в деревне Залужье не числится постоянных жителей.

## География
Деревня находится на востоке района, к востоку от Варегова болота, на расстоянии около 4,5 км от центра поселения села Варегово. Она стоит на окружённом лесами поле, на котором также стоит деревня Абрамово, удалённая примерно на 500 м к северо-западу от Залужья.

## История
Деревня Залужья указана на плане Генерального межевания Борисоглебского уезда 1792 года. В 1825 году Борисоглебский уезд был объединён с Романовским уездом. По сведениям 1859 года деревня относилась к Романово-Борисоглебскому уезду.